# 反擊號戰鬥巡洋艦
反擊號戰鬥巡洋艦（英語：HMS Repulse），或譯為卻敵號戰鬥巡洋艦，是英國皇家海軍声望级战列巡洋舰的二號艦，建於第一次世界大戰期間。反擊號原本預計要作為復仇級戰艦的改進型，但因為她無法如期完工並投入使用，致使她的建造工程在一戰爆發時中斷。此時，新任的第一海務大臣費舍爾勳爵海軍上將為了使反擊號能夠更快完工並投入服役，批准將反擊號改為戰鬥巡洋艦並重啟建造工程。海軍建造總監尤斯塔斯·坦尼森·英考特很快地按照費舍爾勳爵的要求，提出了幾近全新的設計，造船廠則承諾能夠在15個月內建成反擊號。雖然造船廠沒能達成這個野心勃勃的目標，不過反擊號在1916年日德蘭海戰結束後幾個月，即交付給軍方投入使用。反擊號和她的姊妹艦聲望號在完工之時，是世界上最快的兩艘主力艦。
第二次黑爾戈蘭海戰是反擊號在一戰中唯一參與過的戰鬥。在戰間期，反擊號進行過兩次改造，第一次是在1920年代，增進了她的裝甲保護，以及一些細微的改進，而1930年代的第二次改裝則比前次更加徹底。1923年到1924年，反擊號與胡德號戰鬥巡洋艦被分配到特勤分艦隊（Special Service Squadron），並一同繞行了世界一周。1936到1939年的西班牙內戰期間，反擊號被派去保護國際海上運輸。
第二次世界大戰的頭幾個月裡，反擊號的第一個任務是獵捕德國的突圍艦（Blockade runner）和來犯的德國船隻。1940年4月到6月的挪威戰役中，也能看到反擊號的身影。1941年，反擊號參與搜索德國戰艦俾斯麥號的蹤影。同年的8月到10月，反擊號調轉至英國皇家海軍東印度艦隊，負責護衛好望角附近的人員運輸船。接著，反擊號被劃分至Z艦隊中，負責防止日軍侵略英國在遠東的領土。反擊號與威爾斯親王號出海攔截日軍登陸英屬馬來亞時，在1941年12月10日被日軍飛機擊沉。

## 船隻設計與外型
1914年12月18日，即便尚未受到批准，費舍爾海軍上將就先向海軍建造總監提出了對新船的要求。他希望這些船具有像前無畏艦聲望號般長且更高的喇叭狀船首，2座雙連裝砲塔裝備15英寸（380）主砲，於船艦高處安裝具炮擋的20門4英寸（102公釐）火炮以反制魚雷艇，使用燃油動力且航速能夠達到32節（59每小時），必須具有與不倦級戰鬥巡洋艦同等水平的裝甲保護。又過了幾天，費舍爾海軍上將將主砲數量增加至6根，並要求安裝2座魚雷發射管。12月26號，船隻的初始估計在進行些微調整後完成，初步設計工作則於12月30日完成。
接下來的幾周裡，海軍建造部對將用在新造的兩艘戰艦和新設計的材料進行了檢驗。造船廠從海軍建造部收到了足夠的資訊和被選定的材料後，於1915年1月25日開始安放這兩艘新戰艦的龍骨，造艦合約在經過調整後於同年3月10日簽訂。
反擊號全長794英尺2.5英寸（242.075）、船寬89英尺11.5英寸（27.419），吃水29英尺9英寸（9.07）深。正常狀態下，反擊號的排水量為26,854長噸（27,285公噸），滿載時則為31,592長噸（32,099公噸）。布朗-柯蒂斯（Brown-Curtis）直驅式蒸汽渦輪發動機，可為反擊號提供112,000匹軸馬力（84,000千瓦特）動力，使她能達到最高32節（59每小時；37英里每小時）的航速。不過在1916年的幾次試航中，人們發現反擊號的渦輪發動機的實際輸出功率為118,913匹軸馬力（88,673千瓦特），真正的最高航速為31.73節（58.76每小時）。反擊號一般會攜帶1,000長噸（1,000公噸）的燃油，而在這個狀態下，她的最高酬載能力為4,289長噸（4,358公噸）。在滿載的狀態下，她能透過蒸汽動力以18節（33每小時）的速度航行4,000海里（7,400）。
反擊號配有了3座液壓驅動的砲塔，每座砲塔皆安裝了2門42倍徑15英寸（380）Mark I後膛艦砲，由前至後分別為「A」、「B」和「Y」砲塔。反擊號的次要武器為17門的4英寸（100） Mark IX後膛火炮，分別安裝在5個3連裝和2個單裝炮架上。反擊號後煙囪的遮蔽甲板上，裝有一對3英寸（76）20英擔速射防空炮。在水面下，「A」砲塔的左右兩側各安裝了一根魚雷發射管，可發射21英吋魚雷。
反擊號船身中段的水線裝甲帶由6英寸（152毫米）厚的克魯伯接合裝甲所構成。砲塔裝甲除了頂部僅有4.25英寸（108）厚以外，其他各部位的裝甲皆有7～9英吋（178～229毫米）不等。根據設計，反擊號的甲板由0.75～1.5英寸（19～38毫米）厚的高強度鋼構成。1916年日德蘭海戰後，反擊號還處於建造階段，人們將反擊號彈藥庫上的主甲板增厚了1英寸。此外，反擊號在船身上安裝了小型的防雷鼓包，能夠將魚雷在擊中船體之前引爆，並將水下的爆炸排開到表面，不讓爆炸進入船體。
縱使反擊號擁有眾多的額外配備，仍舊被認為不足以面對敵方俯射火力的攻擊，因此她在1916年11月10日和1917年1月29日，兩度於羅塞斯進廠改造，增厚了舵機（Steering gear）和彈藥庫上方的水平裝甲，而這些新增的裝甲使她的重量增加了約504長噸（512公噸）。1917年的秋天，反擊號的「B」炮塔上安裝了新的起飛平台，使她成為世界上第一艘能夠讓飛機起飛的主力艦。同年10月1日，英國空軍少校弗雷德里克·勒特蘭駕駛小狗式戰鬥機，成功自反擊號起飛。之後，反擊號的「Y」炮塔也搭建了一個起飛平台，而勒特蘭於10月8日也成功駕駛飛機從新建的平台起飛。此後，反擊號艦上通常都會配有一架戰鬥機和偵察機。

## 服役紀錄

### 第一次世界大戰

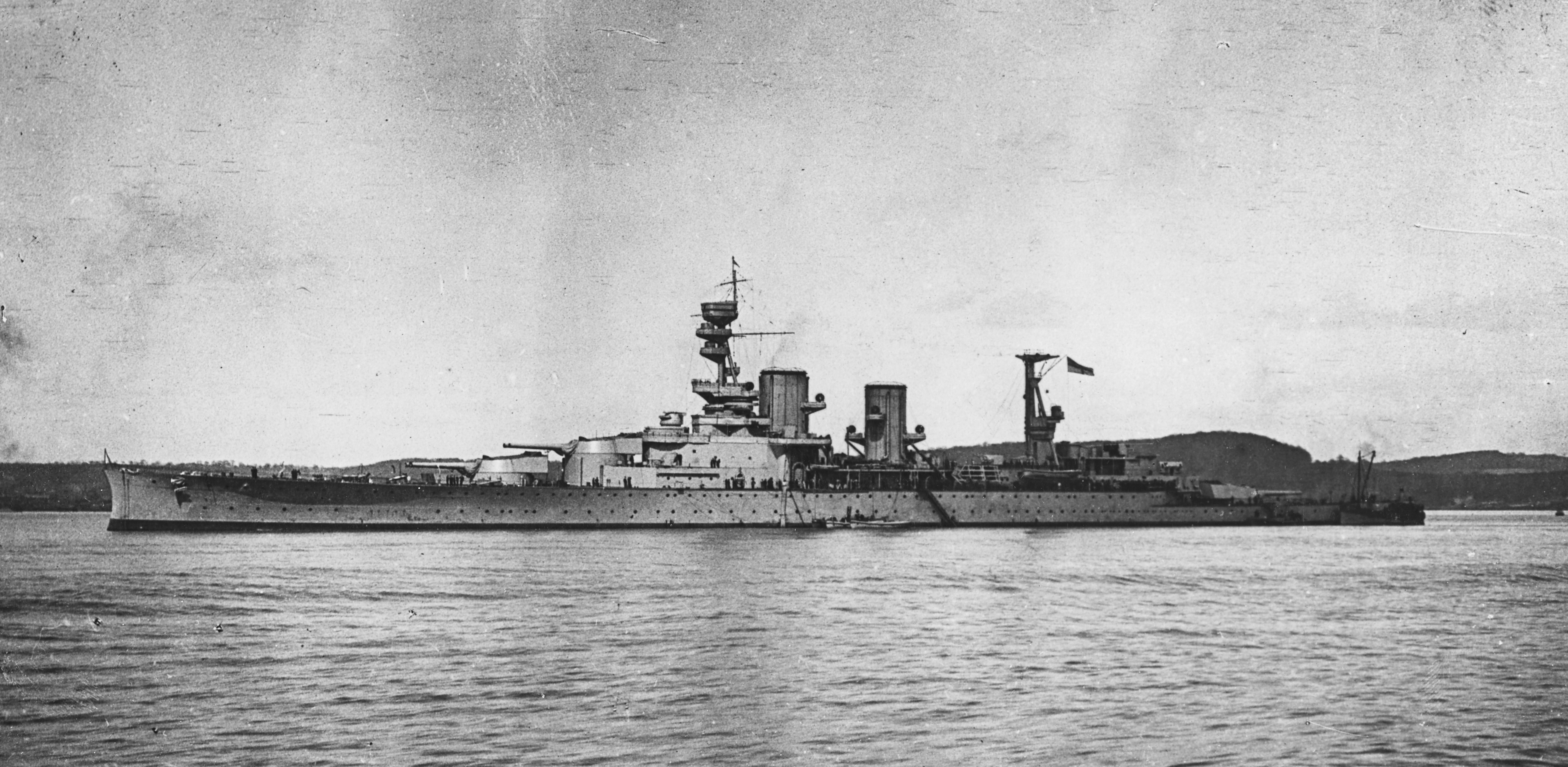
試航後完成修改的反擊號，攝於1916年和1917年間

1915年1月25日，約翰·布朗造船廠於蘇格蘭克萊德班克開始安置反擊號的龍骨。1916年1月8日，反擊號下水。同年8月18日，日德蘭海戰結束後兩個月，反擊號完工。反擊號的建造工程共花費2,829,087英鎊（約為2025年的200,250,000英鎊）。在一戰中的最後兩年中，反擊號服役於北海的大艦隊，並取代獅號戰鬥巡洋艦成為第一戰鬥巡洋艦分艦隊旗艦。

### 第二次黑爾戈蘭海戰
1917年，英國海軍部越來越擔心德國人會在他們為了限制公海艦隊和德國潛艇所佈下的水雷區中開出一條路來。10月31日，英國海軍的小型艦隊向德國的掃雷艦隊發起襲擊，成功擊毀了十艘小型艦艇。以此為開端，英國海軍部決定發動更大型的攻擊，摧毀德國掃雷艦和負責護衛掃雷艦的輕巡洋艦。此後，英國海軍部根據情資，決定於1917年11月17日發起攻擊，並派出兩隻輕型巡洋艦分艦隊，其中第一巡洋艦分艦隊將受到補強過的第一戰鬥巡洋艦分艦隊支援（不包含聲望號戰鬥巡洋艦），遠處更有來自第一戰艦分艦隊的戰列艦提供援助。

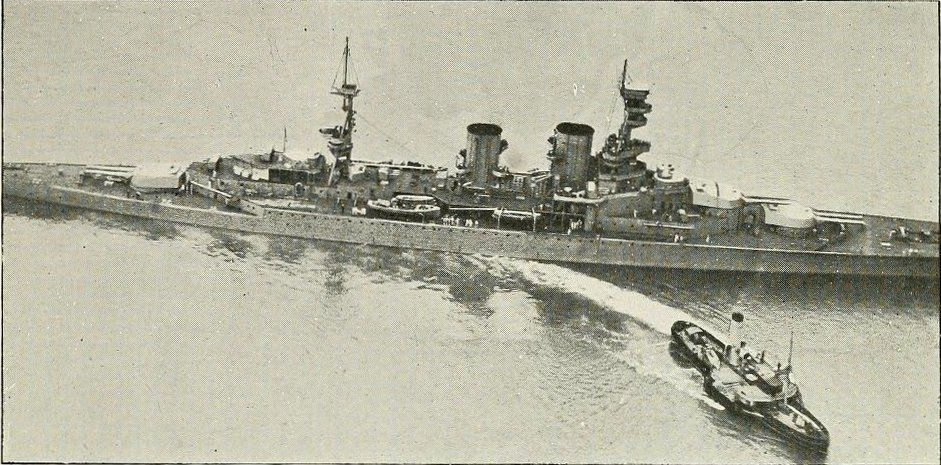
1918年8月的反擊號

11月17日上午7點半，英軍透過日出時的剪影，發現德國海軍第二偵查艦隊（II Scouting Force）的4艘輕巡洋艦、8艘驅逐艦、3個掃雷艦支隊、8艘封鎖突破船（裝有軟木的軍用拖網船，能夠將水雷引爆，同時避免被炸沉），以及2艘標記安全路線的拖網船。7分鐘後，輕型戰鬥巡洋艦勇敢號和輕巡洋艦卡迪夫號以船身前方的艦砲率先開火。德艦則設下煙幕，有效地阻擋了英軍的視線。英軍持續追擊著德國船隻，但是因為煙幕的關係，丟失不少小型船隻的蹤跡，因此英軍改為集中攻擊其他輕巡洋艦。此時的反擊號距離戰場並不遠，正在全速趕往戰場。反擊號於早上9點左右開火，在整場戰鬥中成功命中德艦柯尼斯堡輕巡洋艦一發。早上9點50分左右，英軍發現了德國戰列艦皇帝號和皇后號的蹤影，隨後停止追逐德艦，並在反擊號的掩護和上午10點40分左右出現的大霧幫助下，漸漸脫離戰場。反擊號在這場戰鬥中，總計發射了54枚15英寸（380）砲彈，取得命中一發，被擊中的是德國輕巡洋艦柯尼斯堡號，並暫時降低了柯尼斯堡號的航速。
1917年12月12日，反擊號與澳大利亞海軍的澳大利亞號戰列巡洋艦發生碰撞並受損。1918年11月21，德國公海艦隊於英國斯卡帕灣投降時反擊號亦在場 。

### 戰間期
1918年12月17日，反擊號在樸茨茅斯進廠改造，這次改造大幅改進了她的裝甲保護。科克倫海軍上將號戰列艦從戰艦改造成航母後，拆卸下的9英吋裝甲板取代了原先反擊號裝甲帶的6英吋裝甲。舊有的6英吋裝甲則移動到新的9英吋裝甲之上，位於主甲板和上層甲板之間。彈藥庫上的甲板則安裝了額外的高強度鋼板。反擊號的防雷鼓包被加深，並改造成類似拉米伊號戰列艦上的樣式。改造過後的防雷鼓包覆蓋著反擊號水下魚雷艙到「Y」砲塔彈藥庫間的船體，鼓包內的隔艙則裝有許多能夠吸收衝擊的金屬管（Crushing tubes），並使反擊號的船寬和吃水增加了12英尺8英寸（3.86）和1英尺4英寸（0.41）。這此改裝使反擊號的排水量增加了4,500長噸（4,600公噸），穩心高度在滿載時增高了6.2英尺（2公尺）。此外，反擊號另外安裝了3個30英尺（9.1）測距儀，上層甲板則加裝了4座雙連裝魚雷發射管。先前安裝的兩座起飛平台則被拆除。這次改造總計花費860,684英鎊。

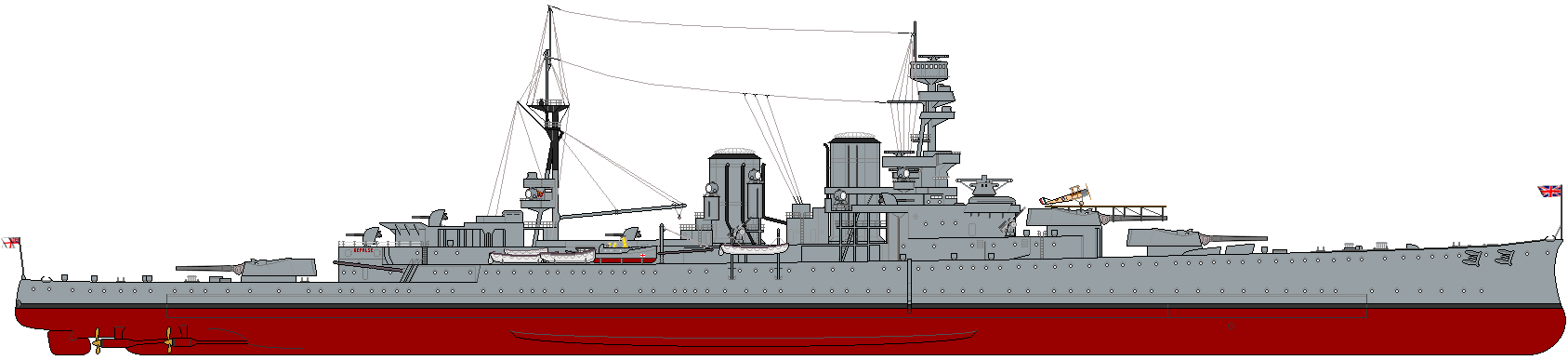
1919年時的反擊號戰鬥巡洋艦

反擊號在1921年1月1日重新啟用，編入大西洋艦隊下的戰鬥巡洋艦分艦隊。1923年11月，反擊號與第1輕巡洋艦分艦隊的幾艘達那厄級巡洋艦，陪同胡德號戰鬥巡洋艦由西向東通過巴拿馬運河，進行了一次世界巡遊。十個月後的1924年9月，反擊號等艦結束巡遊回到英國。一回到英國，反擊號船上的一對3英寸（76）防空炮和2個單裝4英寸（100）砲座即被拆除，替換成4座QF 4英寸（100） Mk V防空炮。1925年2月，戰鬥巡洋艦艦隊在前往地中海參加演習的路上，曾暫時停靠在里斯本，參加為瓦斯科·達伽馬所舉行的慶祝活動。同年3月到10月間，為了威爾斯親王在非洲和南美洲等地的參訪，反擊號兩座煙囪間靠右舷的位置，搭建了一個壁球場。結束參訪歸國後，反擊號在1925年11月到1926年7月間，再次進廠接受改造，於前桅樓增設了新的高角度射控單位（High-angle control position）。

### 1930年代

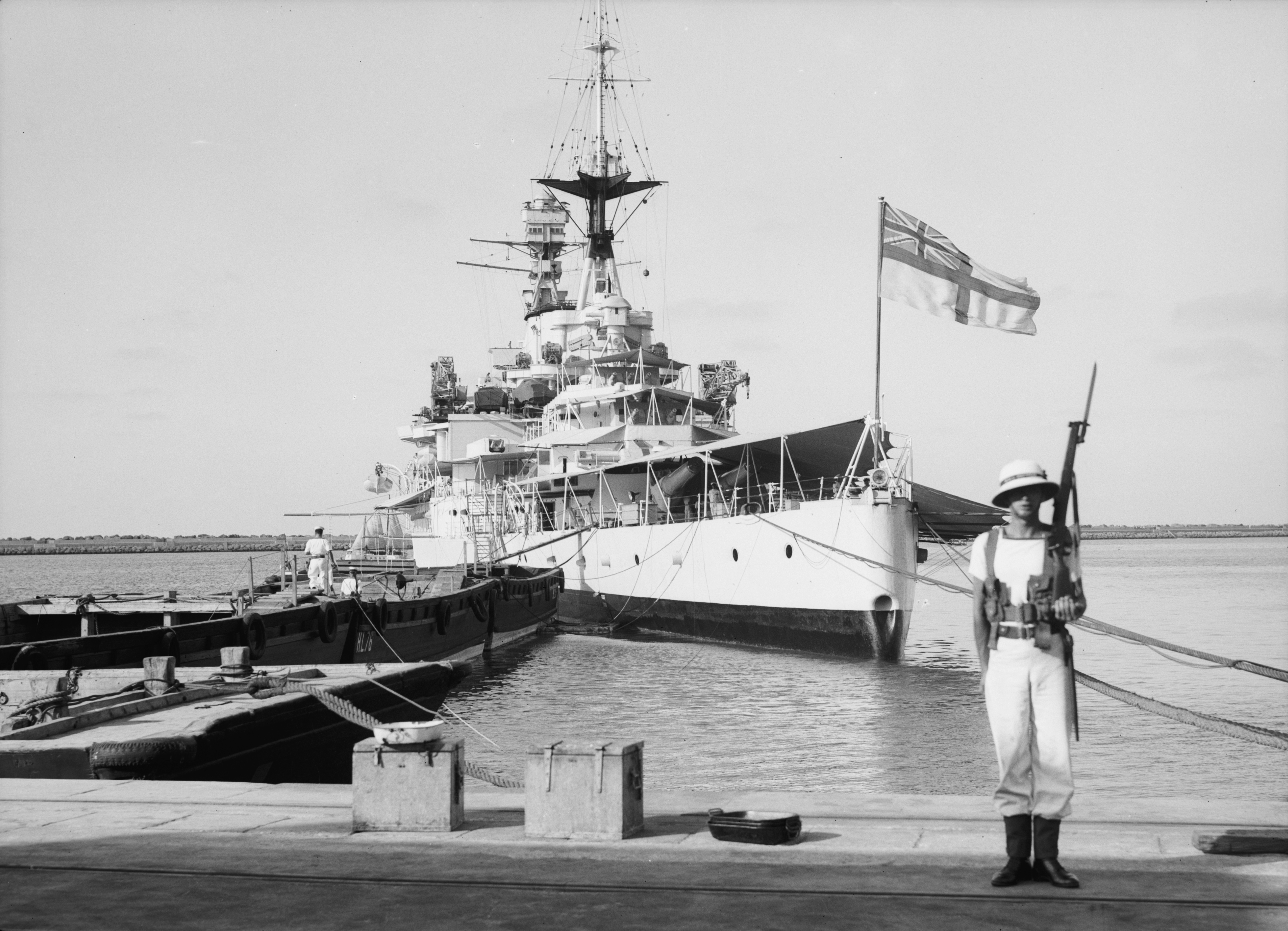
1938年7月的反擊號戰鬥巡洋艦船尾

1926年完成改裝後，除了在1927年7月到9月間曾短暫進行改裝外，反擊號一直與戰鬥巡洋艦分艦隊待在大西洋值勤，直到1932年6月因原本排定於1933年4月進行的改裝工作提前開始為止。反擊號艦上尚存的高強度鋼，幾乎都位於她的水平裝甲中，而在這次改造工程中，它們悉數被替換成2.5—3.5英寸（64—89）厚的非渗碳装甲（Non-cemented armour）。船尾上層建築中的魚雷控制塔則被移除。船身中間的三聯裝4英吋炮架被替換成一座固定式飛機彈射器，後煙囪的兩側各搭建了一座新的機庫，以存放艦上的兩架菲爾利三型偵察機。另外在甲板和彈射器上，皆能另外裝載一架飛機。
為了搬運飛機，兩座機庫的上方皆安裝了電動吊車。4座4英吋防空炮被移動到他處，一對安裝在後煙囪兩旁與機庫頂層等高的地方、另外一對安裝在前煙囪兩旁艏樓甲板上。4根QF 4英吋Mark XV型高平兩用砲的原型，安裝於兩座雙連裝Mark XVIII型炮架上，並安置於主桅兩旁。司令塔延伸出去平台上，新增了兩座8連裝Mark VI 2磅炮，並同樣安裝於前煙囪兩旁。一對裝有0.5英吋維克斯Mark III機槍的4連裝Mark II*炮架，分別被安裝於上述的兩座8連裝2磅炮上。這些炮座俯仰角分別為-10°和70°。機槍使用1.326盎司（37.6克）彈藥射擊時，槍口初速可達2,520英尺每秒（770每秒）。雖然這些機槍的射程可達5,000碼（4,600），但實際的有效射程僅有800碼（730）。反擊號接收了兩座高角度射控系統防空制導裝置，一座Mark II型安裝在前桅樓上，另一座為Mark I*型，安裝於後船艛上的基座。兩座水下魚雷發射管被移除，而多出來的空間被分割做為儲物間。

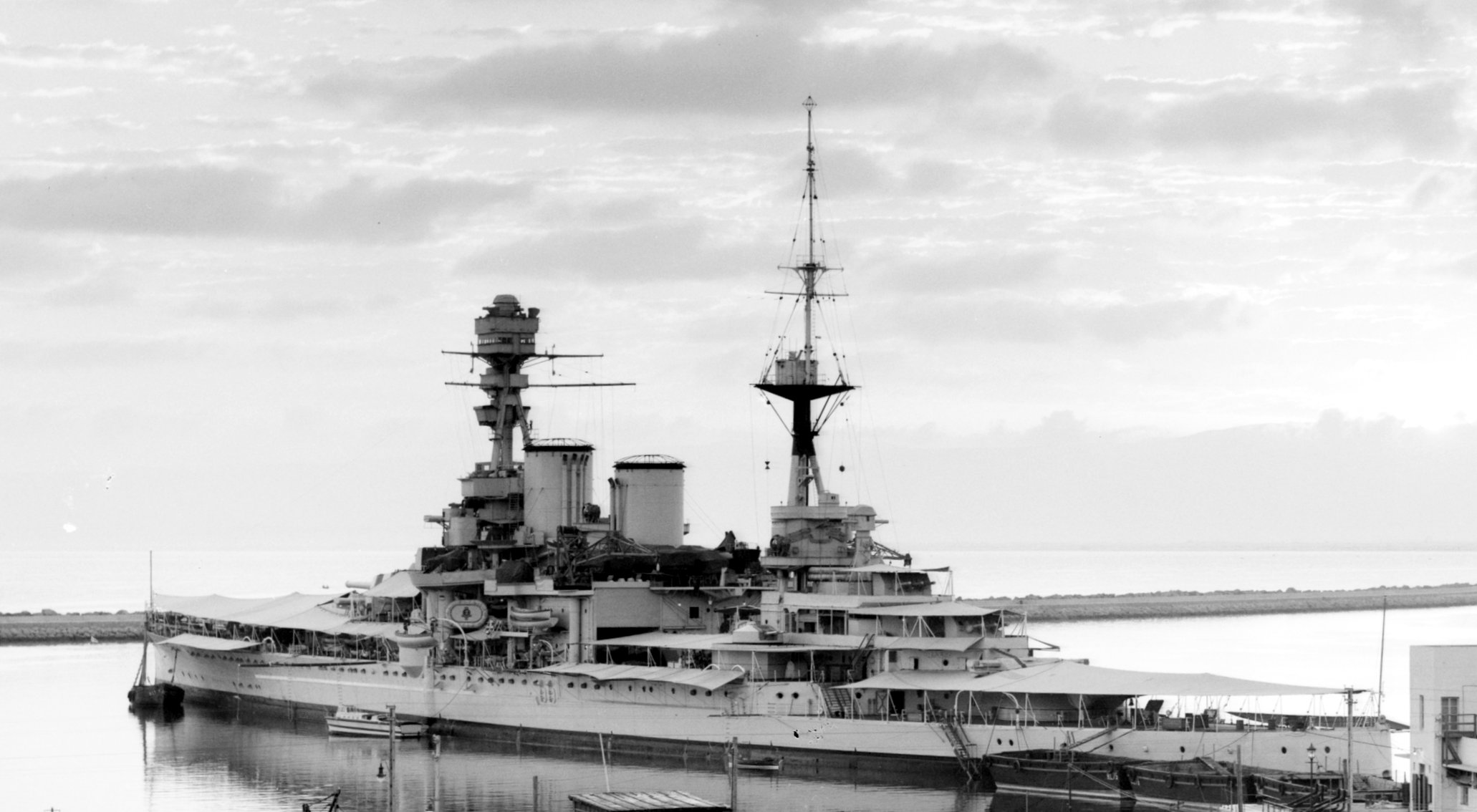
1938年7月1936年到1939年巴勒斯坦的阿拉伯起義期間，位於海法港內的反擊號戰鬥巡洋艦

反擊號於1936年4月重新啟用後，隨即被分派至地中海艦隊。1936年下旬，西班牙內戰爆發，反擊號從西班牙的瓦倫西亞和帕爾馬裝載了500名難民，並將他們運往法國馬賽。1937年5月20日，舉辦於斯皮特黑德的喬治六世加冕觀艦式中，亦能見到反擊號的身影。1938年7月阿拉伯起義期間，反擊號被派往海法協助維持當地秩序。接著，反擊號被選為英國國王和王后於1939年5月前往加拿大巡遊的座艦，反擊號為此於1938年10月到1939年3月間接受改裝。兩座雙連裝4英吋防空炮被移除，取而代之的是兩座裝有額外四連裝.50口徑機槍架的Mark V防空炮。最終英國國王夫婦乘坐的是澳大利亞皇后號，而反擊號在旅途的前半段則負責護衛他們。

### 第二次世界大戰
第二次世界大戰之初，反擊號為本土艦隊戰鬥巡洋艦分艦隊中的一員。在戰爭的頭幾個月裡，反擊號在北海和挪威海岸外巡弋和搜尋德國船隻，並對德國執行海上封鎖。同樣在戰爭初期，反擊號船尾的三聯裝4英吋炮被替換成一挺8管2磅炮。十月下旬，反擊號被調往加拿大哈利法克斯，與暴怒號航空母艦一同護衛運輸船團，同時搜索德國的突擊艦。在德軍的沙恩霍斯特號戰艦擊沉英國的拉瓦平第號武裝商船巡洋艦後，反擊號與暴怒號航空母艦於11月23日自哈利法克斯出發，前往搜索沙恩霍斯特號的蹤跡，然而反擊號卻在海中因風暴受損而被迫返回港口。1939年12月10日到23日，反擊號護送承載大部分第1加拿大師人員的船團前往英國，並再次被分派至本土艦隊。1940年2月，反擊號陪同皇家方舟號航空母艦出海搜尋自西班牙維戈突圍而出的六艘德國突圍艦。

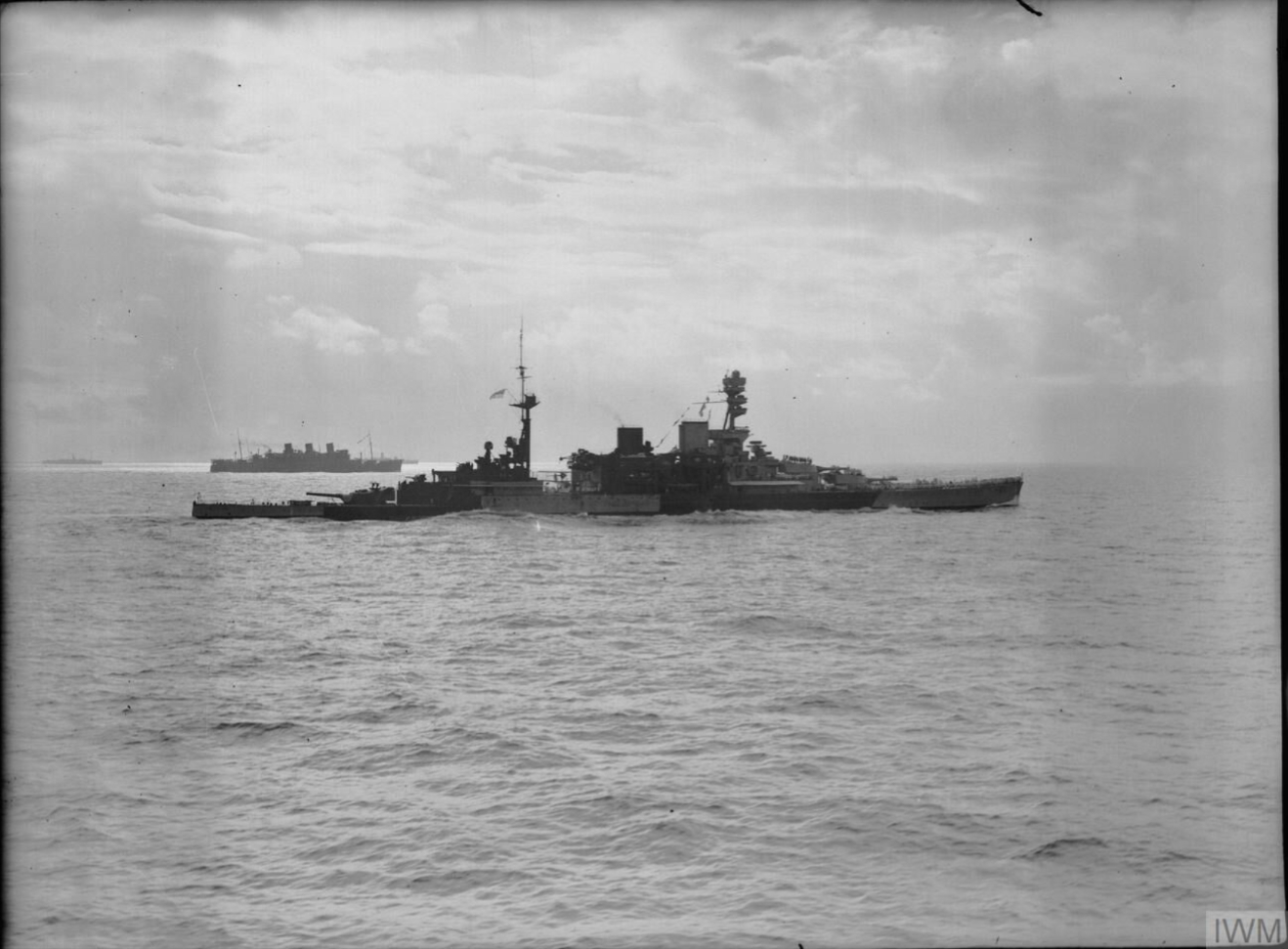
1941年12月，反擊號正在護送最後一隻前往新加坡的船團

1940年4月到6月，反擊號被派往協助參與挪威戰役盟軍。4月7日，英國人認為德軍再次嘗試突圍進入北大西洋，因此派遣反擊號與大量本土艦隊船艦出海攔截。之後，反擊號接收到螢火蟲號驅逐艦發現一艘德國船艦的報告，獨自脫離艦隊前往搜索該艘德國船艦，然而在反擊號抵達之前，螢火蟲號已被希佩爾將軍號重巡洋艦擊沉，因此反擊號再次被下令到挪威海岸外的羅弗敦群島南方，與她的姊妹號聲望號戰鬥巡洋艦會合。4月12日，反擊號受命返回斯卡帕灣補給，並在回程的路途中護送一支部隊運輸船隊。6月上旬，由於反擊號被調往北大西洋搜尋發動襲擊的德國船隻，因此未能參與到撤離挪威的行動。
7月，在聲望號和第1巡洋艦分艦隊的陪同下，反擊號試圖攔截從挪威特隆赫姆前往德國的格奈森瑙號戰艦。一直到1941年5月，反擊號持續地為船團提供保護，但從未成功發現德國艦艇。5月22日，反擊號從原本護航中的WS8B船團中脫離，出發協助搜索俾斯麥號戰艦，但是由於燃料見底，而在5月25日上午停止搜索。隨後6月到8月的這段期間，反擊號再次接受改裝，增設了8座厄利孔20毫米機炮以及一座284式海上火控雷達（Surface gunnery radar）。結束改裝後，反擊號在8月到同年10月，被轉移至東印度司令部轄下，並於好望角一帶護衛部隊運輸船團。

#### Z艦隊

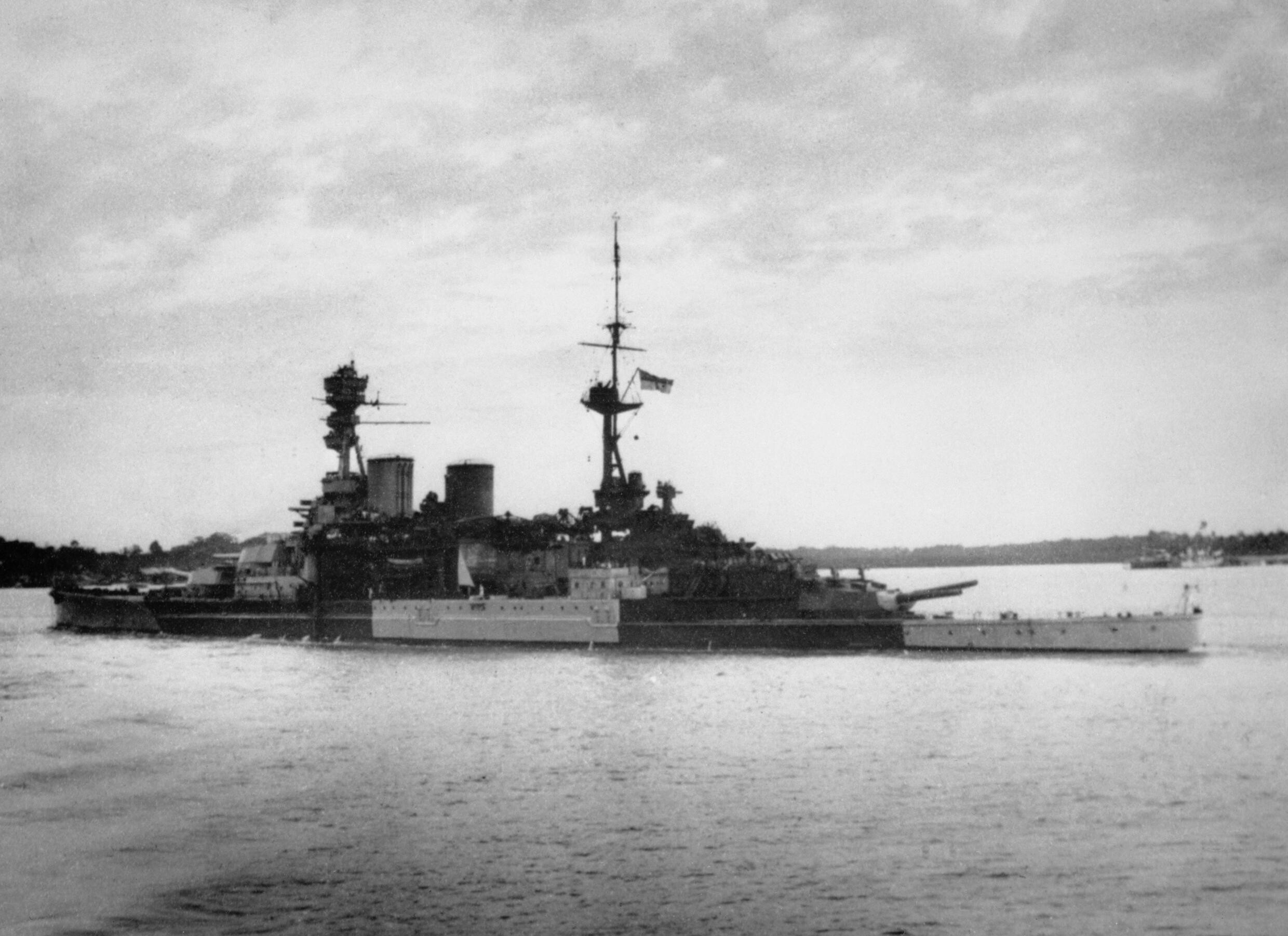
1941年12月8日，正在離開新加坡的反擊號

1941年下旬，時任英國首相一職的溫斯頓·丘吉爾決定，派遣一隻由一艘現代航母和數艘高速主力艦組成的小型艦隊前往新加坡，以抵禦可能來襲的日軍。同年11月，位於印度洋中的反擊號，奉命前往錫蘭可倫坡與新型戰艦威爾斯親王號會合。而理應與他們會合的不撓號航空母艦，因為在加勒比海擱淺而延誤。因此，在
威爾斯親王號、反擊號和他們的護衛驅逐艦於1941年12月2日抵達新加坡後，隨即組成了Z艦隊。12月8日晚間，Z艦隊出海試圖摧毀日本的部隊運輸船隊，並護衛陸軍面海的防線，避免日本人從他們的後方登陸。
日軍伊165號潛艇在12月9號下午發現Z艦隊，隨後數艘來自日軍巡洋艦的水上飛機也發現了Z艦隊，並持續跟蹤他們直到天黑。海軍上將湯姆·飛利浦認為日軍已經知道了他們的存在，遂決定取消行動。晚間，在試著讓日本人以為他們要前往宋卡後，Z艦隊開始返航。12月10日午夜12點50分，飛利浦海軍上將收到日軍於關丹登陸的消息，隨即調整航線，以期能在黎明後不久抵達該地。
日軍伊158號潛艇的組員在12月10日上午2點20分發現Z艦隊後，回報了Z艦隊的所在位置，並對Z艦隊發射了5枚魚雷，但皆未命中。根據伊158號的回報，日軍於日出前向Z艦隊的所在位置派出了11架偵察機。幾個小時候，駐紮於西貢的日軍第22航空戰隊（22nd Air Flotilla）派出了88架攜帶炸彈和魚雷的轟炸機。進行偵察任務的一架九六式陸上攻擊機在上午10點15發現了英軍船艦，並利用無線電進行了數次回報。該機的駕駛員被要求與英軍船艦保持接觸，並發送無線電定向信號，讓其他日軍轟炸機能夠跟上他們。
上午11點13分，日軍開始攻擊英軍船艦，共8架九六式陸上攻擊機自11,500英尺（3,500）高處投下數顆250（550磅）重的炸彈。前兩枚炸彈未命中反擊號並形成跨射，接著第三枚炸彈命中反擊號的機庫，在裝甲甲板之下爆炸。爆炸造成大量的傷亡，並損傷了一架超級馬林海象式水上飛機，為了避免造成火災，船員後來把該架飛機推下了反擊號。

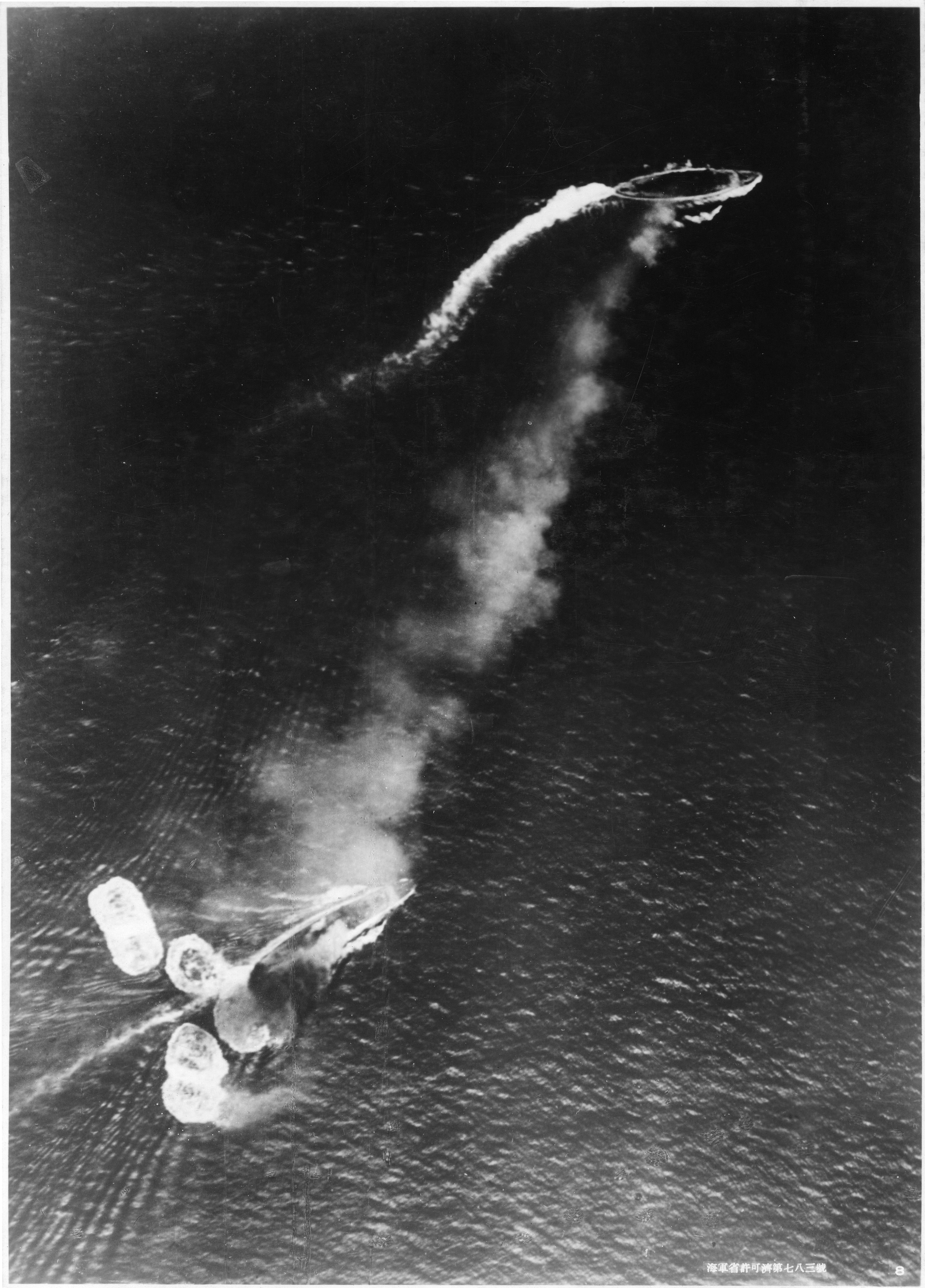
正被日軍轟炸機空襲的反擊號

防空火力擊傷了五架日軍轟炸機，並使其中兩架因受損嚴重不得不立刻返回西貢。面對持續不斷的攻擊，反擊號在艦長威廉·坦能靈巧的指揮下，閃過了19枚魚雷和九六式投下的炸彈。但是在17架一式陸上攻擊機同步發動的鉗形攻勢下，反擊號還是連續被4到5枚的魚雷擊中。反擊號上的砲手分別擊落兩架日軍飛機，使至少八架日軍飛機嚴重受損，但魚雷亦對反擊號造成嚴重損傷。中午12點23分，反擊號向左舷迅速傾覆，造成共508名艦上的士官兵陣亡。包括坦能艦長在內的倖存者則被英軍厄勒克特拉號和吸血鬼號驅逐艦救起。

## 殘骸
距離反擊號沉沒後60年，英國於2002年根據1986年軍事遺蹟保護法案，將反擊號沉沒地點設為保護區（Protected Place）。反擊號上存活下來的船員稱，命中反擊號的5枚魚雷，有4枚擊中左舷，另1枚則擊中右舷。據稱，4枚命中左舷的魚雷中，2枚擊中反擊號的船身中段、1枚擊中後炮塔下方、1枚擊中螺旋槳，而命中左舷的魚雷則是擊中船身中段。根據2007年的一次潛水考察，人們僅能在殘骸上確認兩處被魚雷命中的地方，一處在螺旋槳的附近，另一處則在右舷的船身中段。不幸的是，在該次考察開始之前，左舷的船身中段早已被海床所吞噬，因此倖存者稱左舷中段被兩枚魚雷命中的說法，已不可考。但是倖存者稱被魚雷命中的後炮塔左舷處，卻沒有被魚雷擊中的跡象。
在2014年10月，每日電訊報報導稱，廢金屬經銷商為偷取廢金屬而對威爾斯親王號和反擊號的殘骸造成「大幅損毀」
。

## 註解
1. ↑  此處所指的20英擔，為火炮的重量而非炮彈
2. ↑  此處所用的時間標準為協調世界時，比德國常用的歐洲中部時間早一個小時。

## 資料來源
1. ↑  Stephen, p. 103
2. ↑  Roberts, pp. 47–48
3. ↑  Roberts, pp. 45, 47
4. 1 2 3 4  Burt 1986, p. 297
5. ↑  Roberts, p. 81
6. ↑  Raven and Roberts, p. 48
7. ↑  Roberts, p. 83
8. 1 2  Burt 1986, p. 294
9. ↑  Roberts, p. 111
10. ↑  Raven and Roberts, p. 51
11. 1 2 3 4 5  Burt 1986, p. 302
12. ↑  Newbolt, pp. 164–65
13. ↑  Newbolt, pp. 173–75
14. ↑  Newbolt, pp. 175–76
15. ↑  Campbell, p. 64
16. ↑  Roberts, p. 123
17. ↑  Raven and Roberts, pp. 55–56
18. 1 2 3  Raven and Roberts, p. 143
19. ↑  Burt 1993, p. 220
20. ↑  Burt 1993, pp. 220–21
21. ↑  Raven and Roberts, pp. 206–07
22. 1 2  Burt, pp. 210, 213
23. ↑  . navweaps.com. 27 January 2010  [2010-06-08]. （原始内容存档于2010-02-07）.
24. ↑  Raven and Roberts, pp. 207, 209
25. ↑  Burt 1993, pp. 221, 224
26. ↑  Rohwer, pp. 3, 6
27. 1 2  Raven and Roberts, p. 217
28. ↑  Burt 1993, p. 224
29. ↑  Rohwer, pp. 11, 15
30. ↑  Haarr 2009, pp. 86, 93, 105
31. ↑  Haarr 2010, pp. 116, 139
32. ↑  Rohwer, p. 25
33. ↑  Burt 1993, pp. 224–25
34. ↑  Burt 1993, p. 225
35. ↑  Burt 1993, pp. 226–27
36. ↑  Stephen, pp. 107–08
37. ↑  Shores, et al., pp. 113–16
38. 1 2  Shores, et al., pp. 116–20
39. ↑  Shores, et al., pp. 120–21
40. ↑  Stephen, pp. 112–14
41. ↑  . Queen's Printer of Acts of Parliament.   [2009-11-20]. （原始内容存档于2008-07-08）.
42. ↑   (PDF).   [2017-04-30]. （原始内容存档 (PDF)于2017-10-15）.
43. ↑   (PDF).   [2017-04-30]. （原始内容存档 (PDF)于2017-10-15）. See pp. 6, 7, 8.)
44. ↑  Julian Ryall, Tokyo and Joel Gunter. . Daily Telegraph. 2014-10-25  [2014-10-26]. （原始内容存档于2014-10-26）.